# Símbolos de Zapopan
Los Símbolos de Zapopan, son el emblema representativo de este municipio del estado mexicano del estado de Jalisco. La imagen de estos símbolos estás representados por el escudo de armas de la ciudad de Zapopan; otro símbolo de la ciudad es la bandera municipal, colores retomados del verde y el oro.

## Escudo
El Escudo de Zapopan es el emblema que representa al municipio, el cual es usado por el gobierno municipal de Zapopan como sello en todos sus documentos oficiales, asimismo el escudo tiene un gran valor histórico para el municipio pues en el mismo se representa un árbol de zapote del cual tomó su nombre la localidad, en la actualidad la versión del escudo más usada (ver imagen) difiere un poco de la descripción original.

### Descripción
La descripción original del escudo zapopano es la siguiente:

Presentaba la forma del escudo español semicircular o de medio punto, y está ceñido por una bordura azul. Contiene, en campaña de sinople (verde) y campo de oro, un árbol fustado también de sinople y frutado con siete chirimoyas o zapotes de oro; a su tronco reclinada un asta de lanza con bandera de gules y detrás, un perro en salto contornado de plata; en lugar de honor una cruz sencilla de gules, acompañada de una divisa semicircular de plata con el mote de sinople: HOC SIGNUM VINCIT (Este Signo Vence).

Su timbre es una corona ducal de sinople con fondo de gules y tres esmeraldas naturales. Asimismo grandes hojas de acanto de sinople, discurren verticalmente desde el timbre por ambos flancos curvándose hacia el centro rematando en forma lancetada.

Dentro de tales soportes asoman tres puntas de lanza lisadas de gules, en correspondencia del cantón diestro, del centro y del cantón siniestro del Jefe; y bajo la barba también asoma el extremo inferior de una lanza de plata, ribeteada de gules en forma de aguja.

Sin embargo, con el paso del tiempo varios elementos, entre ellos, la corona y las hojas de acanto, modificaron su color, lo anterior se debe a que el gobierno municipal ha implementado algunas adecuaciones al diseño original del escudo con el fin de actualizar su emblema institucional.

### Historia y significado

Escudo de armas de Zapopan usado actualmente, nótese las diferencias con los colores de la corona y hojas de acanto de la descripción original.

En 8 de diciembre de 1941 con motivo de los cuatrocientos años de la fundación de la villa de Zapopan, el Presbítero José Trinidad Laris diseñó el escudo del municipio de Zapopan, la aprobación de este escudo data de este mismo año.
El significado de los esmaltes y figuras definen al escudo zapopano en todos sus rasgos.
Zapopan está representado por el árbol de zapotes que alude al jeroglífico náhuatl del que se deriva el significado de su nombre y que se forma por los vocablos Tzapotl=zapote y pan=sobre, y se representa por tzápotl=zapote y pantli=bandera, traducido como “lugar entre zapotes”, “lugar de zapotes” o “en el zapotal”.
La bandera (o pantli), la cruz y la divisa latina Hoc signum vencit (Este signo vence) significan que en Zapopan el cristianismo está presente desde la fundación española, en 1541, misión que le fue encomendada a Fray Antonio de Segovia.
La doctrina cristiana es profesada por los oriundos de este municipio con toda fidelidad (perro contorneado de plateado), nobleza y constancia (oro), integridad y firmeza (plata), justicia y verdad (azur o azul), amistad y servicio (sinople o verde), fortaleza y victoria (gules o rojo); bajo la protección de la Virgen María, que es su timbre (corona), su Fe, Luz y Consuelo en las vicisitudes (hojas de acanto).

## Bandera
La bandera del municipio de Zapopan es el emblema que representa a este municipio y es utilizado por el Ayuntamiento como símbolo representativo de la ciudad desde el año de 2014.
Dicha bandera está dividida en dos campos, uno verde que parte desde el mástil y el otro oro con escudo de Zapopan al centro.

## Otros símbolos
Los símbolos más importantes del municipio de Zapopan son la Basílica de Zapopan y la imagen de Nuestra Señora de Zapopan, monumento emblemático e hito de referencia de la ciudad, donde está la venerada imagen mariana.